# Estaca de Bares

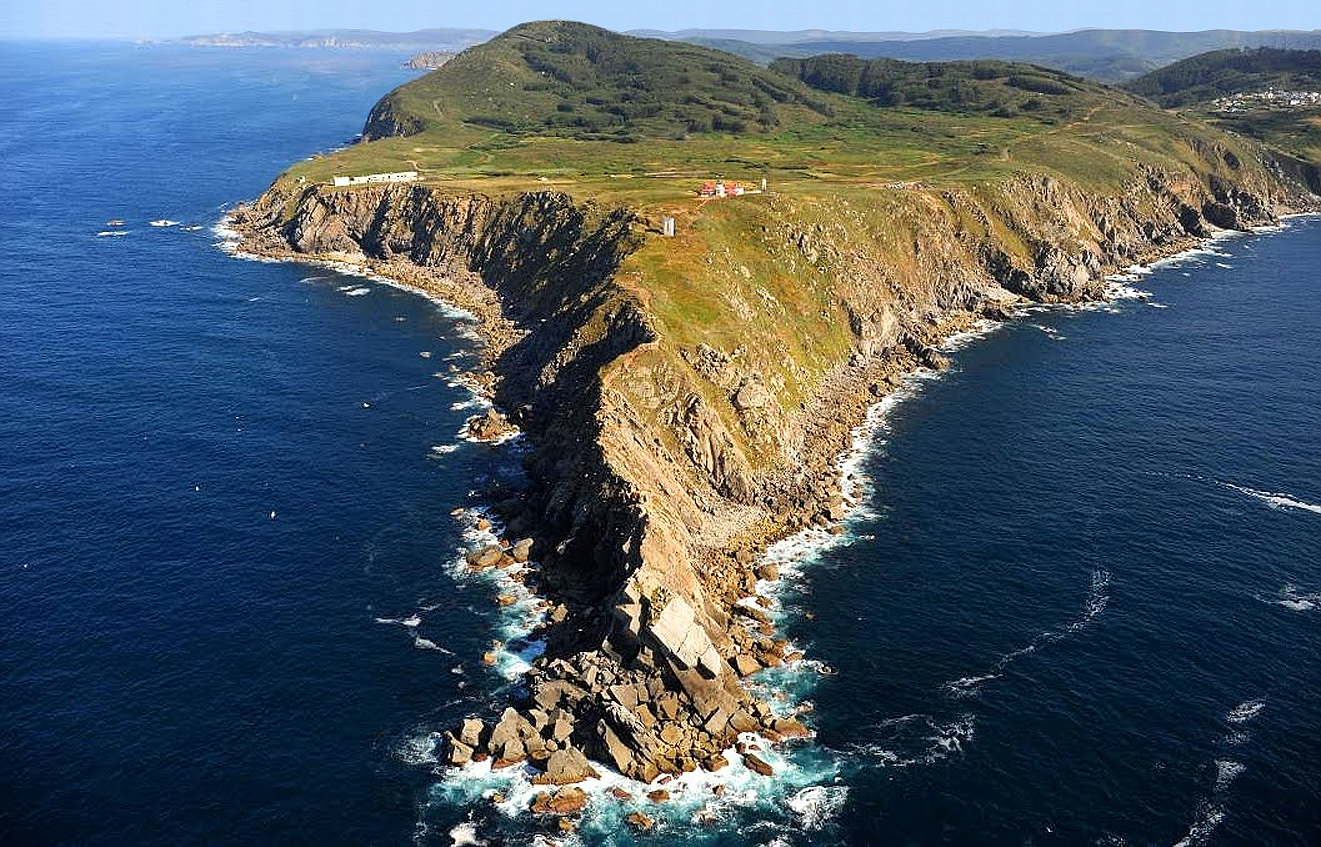
Die Nordspitze des spanischen Festlandes aus der Luft

Die Punta Estaca de Bares ist ein Kap an der nordspanischen Küste in der Provinz A Coruña, Galicien. Sie markiert den nördlichsten Punkt Spaniens und der iberischen Halbinsel. Auf 101 Metern Höhe über dem Meeresspiegel steht ein 10 m hoher Leuchtturm mit einer Reichweite von 25 Seemeilen (46 km), der dort seit 1850 in Betrieb ist.
In Sichtweite liegt eine ehemalige LORAN-Station, die ab Anfang der 1960er Jahre von der US-amerikanischen Küstenwache (United States Coast Guard) betrieben wurde. 1978 übernahm die US-Luftwaffe die Gebäude und nutzte sie bis 1991. Seitdem ist die Anlage verlassen und verfällt. 
Das Kap ist die Spitze einer felsigen Halbinsel zwischen den Rías Ortigueira und Barquero und gilt als Grenze zwischen dem Golf von Biskaya im Osten und dem offenen Atlantik. Mit einer durchschnittlichen Niederschlagsmenge von etwa 1500 mm pro Jahr gehört es zu den regenreichsten Orten Europas. Die Jahresmitteltemperatur beträgt 13,1 °C.

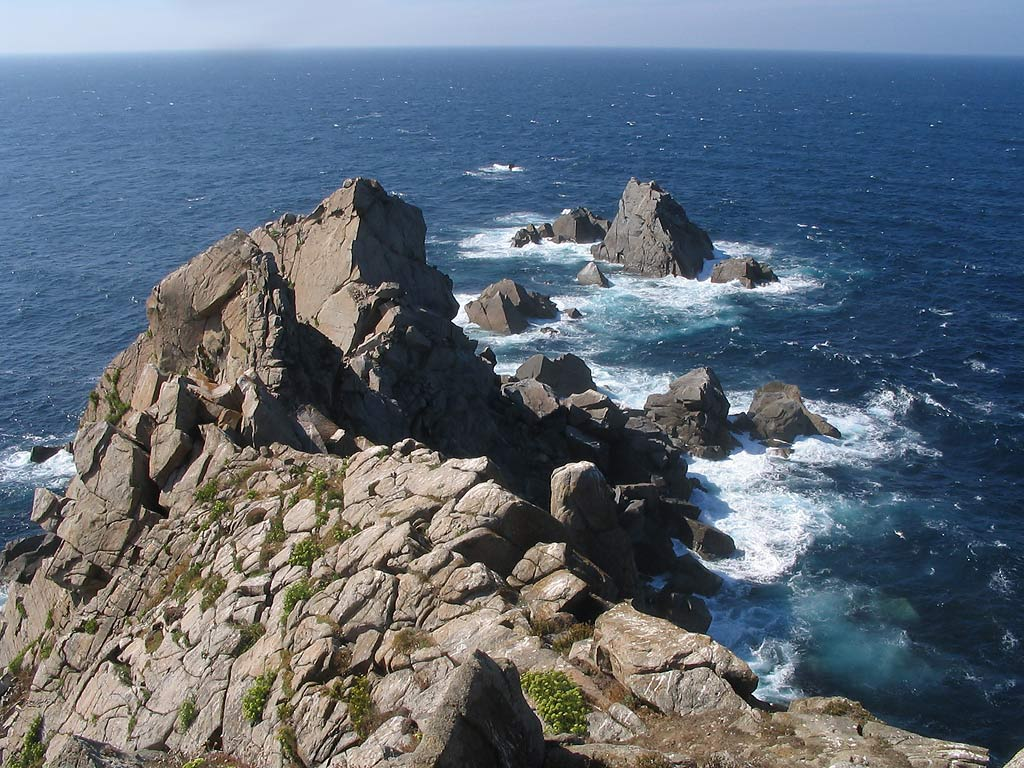
Blickrichtung Norden auf die Klippen
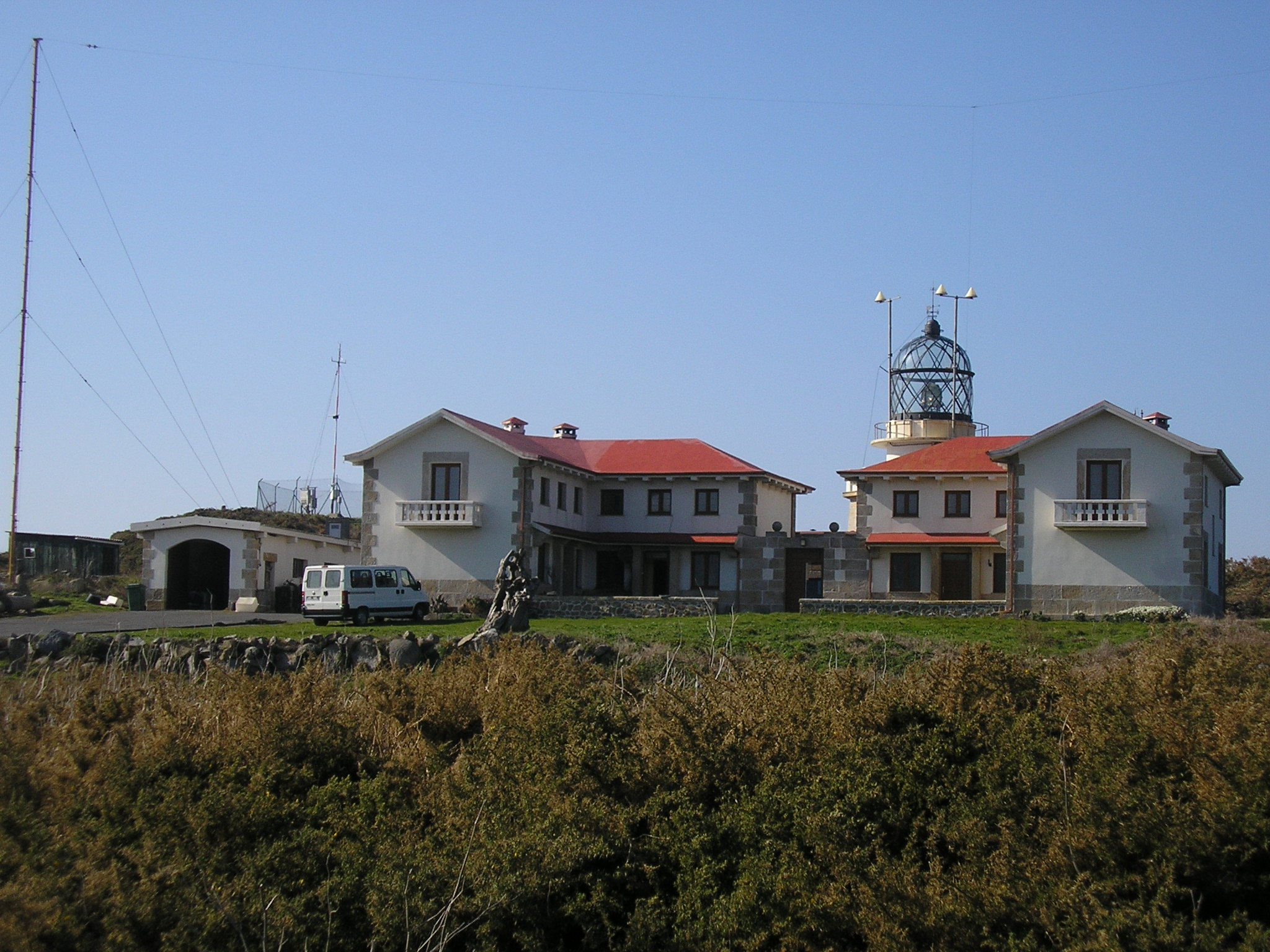
Leuchtturm Faro de Estaca de Bares
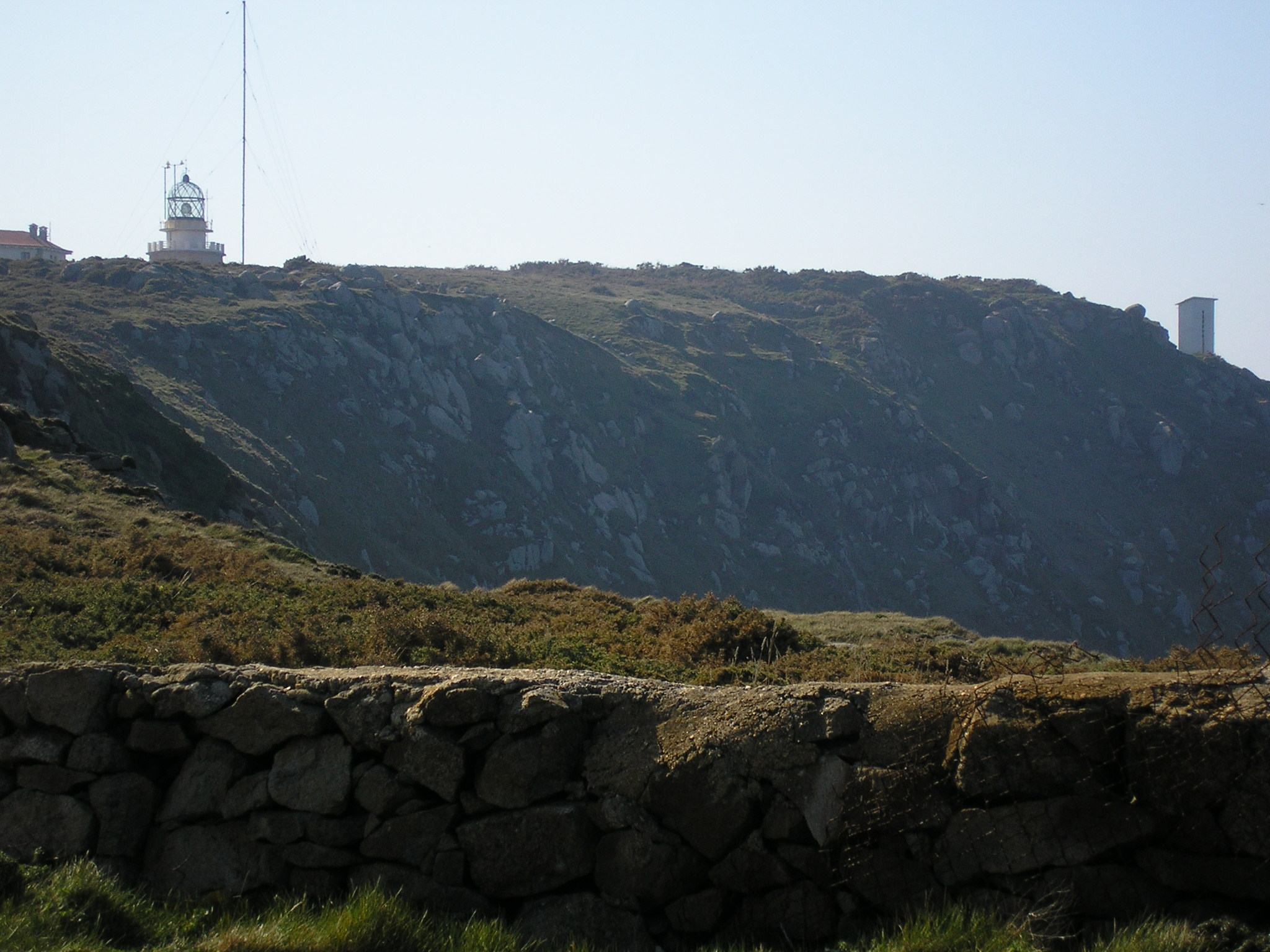
Ansicht von der alten LORAN-Station aus Ganz rechts eine Nebelhornanlage
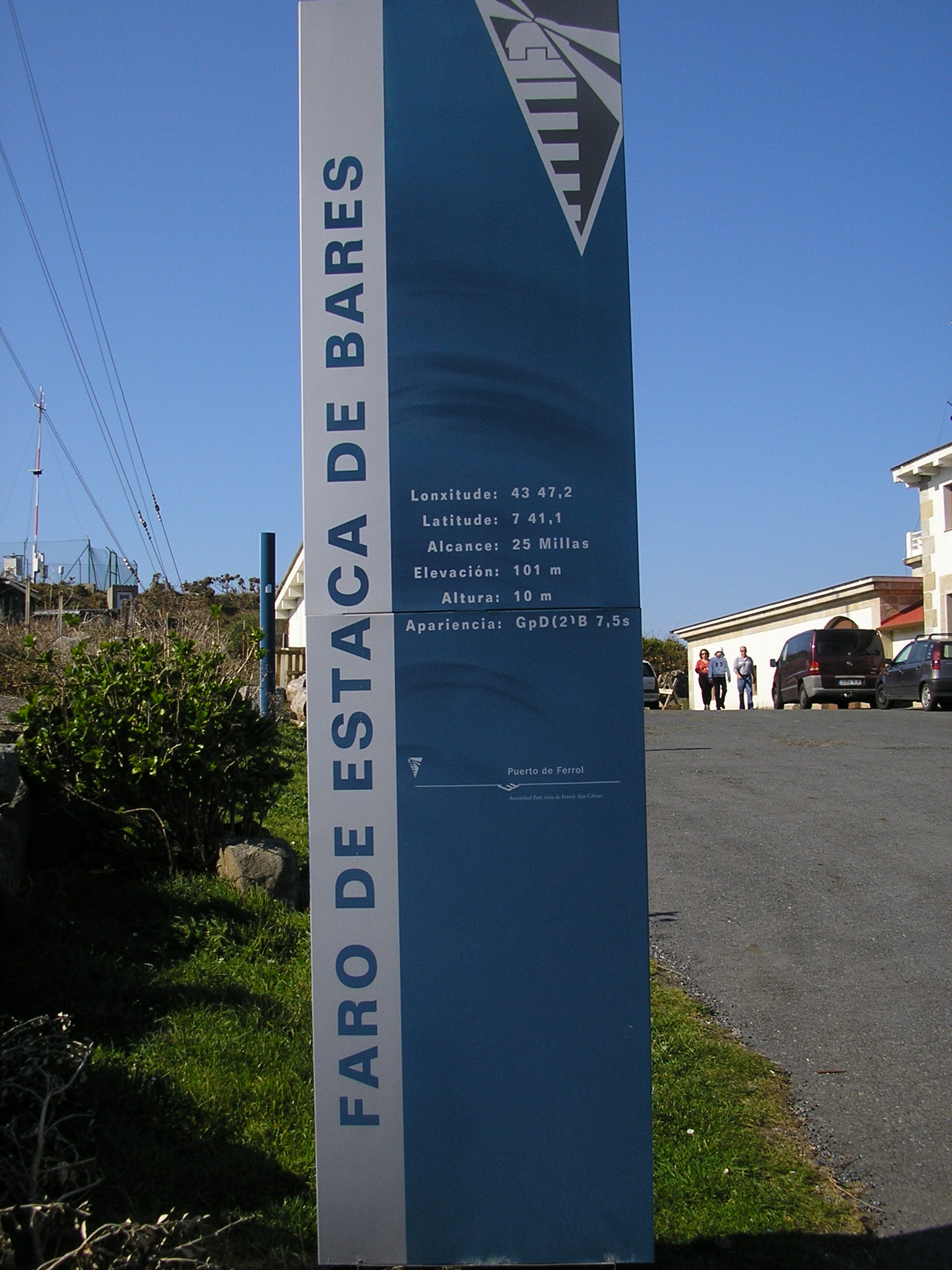
Infotafel
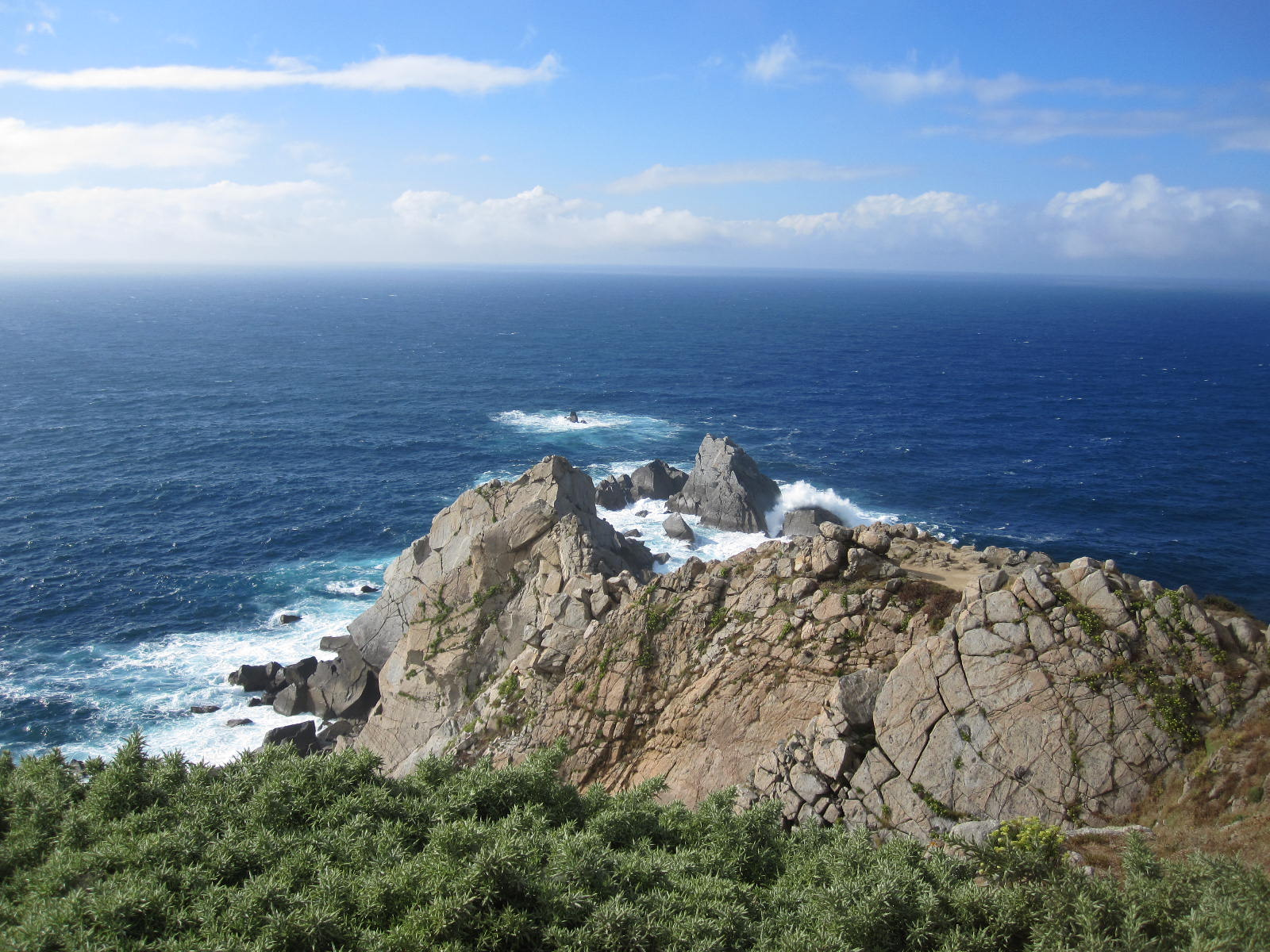
Punta Estaca de Bares